# Langelsheim
Langelsheim település Németországban, azon belül Alsó-Szászország tartományban. Lakosainak száma 14 960 fő (2023. december 31.). Langelsheim Hahausen és Lutter am Barenberge községekkel határos.

## Népesség
A település népességének változása:
| Lakosok száma | 11 684 | 11 536 | 11 361 | 14 990 | 15 043 | 14 960 | 15 302 |
|               | 2016   | 2017   | 2019   | 2021   | 2022   | 2023   | 2024   |